# Pittura murale
La pittura murale è una forma di pittura che si contraddistingue per l'applicazione dei pigmenti su uno specifico supporto fisico: la muratura.
In realtà, nella pratica corrente, il termine comprende una categoria molto più vasta. Infatti, con "pitture murali" si indicano tutte le pitture realizzate sulle superfici di strutture architettoniche, o parti di esse, a prescindere che esse siano realizzate in muratura o con altra tecnica costruttiva (ad esempio: volte lignee, muri in terra, ecc.).
Genericamente può essere indicata con il semplice termine "murale"
Forme particolari di pittura murale sono le seguenti:
- affresco;
- graffiti writing;
- murale;
- pittura a encausto;
- pittura a tempera.